# Нагария
Нагария (ивр. נהריה‎, варианты произношения — Нахари́я, Нахарийя, Наария) — город в Северном округе Израиля. Площадь, находящаяся под управлением городского муниципалитета — 10,5 км².

## Герб города
Герб Нагарии отражает связь между древними корнями еврейского населения, жившего в районе современной Нагарии, и сегодняшним днём. Герб представляет собой щит, разделённый на две части по диагонали. В правой нижней части находится исторический символ Израиля — оливковое дерево, растущее на плодородной земле долины Звулун, рядом с рекой Ашер (ныне Гаатон), упоминаемой Моисеем и в других древних еврейских источниках. В левой верхней части изображён символ современной Нагарии — водонапорная башня, стоящая на той же земле, что и дерево. Связывающее звено между ними — солнце, освещающее и дерево, и башню; и небо, общее для прошлого, настоящего и будущего.
Герб города был нарисован школьником Мейиром Биньямином в рамках школьного конкурса, состоявшегося в Школе Вайцмана в ишуве. Эфраим Альтрехт, работавший в то время в подмандатном министерстве образования, добавил надпись во главе герба, и доработал его. Надпись в верхней части на древнем иврите, «ברוך מִבָּנים אשר». Что означает «Благословенны сыновья Ашера» — взята из предсмертных благословений Моше (Второзаконие 33:24). Герб утверждён в 1941 году.

## География
Нагария расположена в равнинной местности на севере средиземноморского побережья Израиля, на расстоянии 34 км к северу от Хайфы, на расстоянии около 10 км к северу от Акко и на расстоянии 9 км к югу от северной границы Израиля и гротов Рош ха-Никры.

## История

### Период британского мандата
Земля, на которой была основана Нагария, — 2,325 км² — принадлежала семье арабских землевладельцев Туаини (ивр. טואיני‎), проживавших в Бейруте. Эта земля была приобретена четырьмя частными лицами в 1934 году за сумму в 34 000 палестинских лир; имена новых землевладельцев — инженер Йосеф Леви (ивр. יוסף לוי‎), известный банкир из Тель-Авива Генрих Коэн (ивр. היינריך כהן‎), агроном доктор Зелиг Авиген Сускин (ивр. זליג אויגן סוסקין‎) и представительница двух известных в Палестине семей госпожа Паулина Вангрубер-Зеликанд (ивр. פאולינה ונגרובר-זלקינד‎).
На приобретённой земле было открыто фермерское хозяйство «Мини-фермы Нагарии» (ивр. "נהריה משקים זעירים"‎) по модели, разработанной агрономом доктором Сускиным. Название город получил от реки Гаатон (ивр. הגעתון‎), пересекающей город — «нахар» на иврите означает «река». Модель Сускина была построена по аналогии с ведением сельского хозяйства в посещённом им когда-то испанском городке Монте Альгайда (исп. Monte Algaida). По мнению д-ра Сускина, тот способ ведения сельского хозяйства, который он увидел в Монте Альгайда, был наиболее подходящим к израильским условиям.
Модель, названная «интенсивное заселение небольшого участка земли под частным управлением» (ивр. "התיישבות אינטנסיבית על חלקת אדמה קטנה תחת ניהול פרטי"‎), предусматривала выделение небольших участков земли — от 7,5 до 9 дунамов — под личные хозяйства частным предпринимателям с целью производства и экспорта высококачественных овощей, фруктов и мясопродуктов. Кроме того, моделью было запланировано развитие инфраструктуры: доставка воды, прокладка электрических кабелей и обустройство дорожной сети. Специально приглашённые учёные должны были обучать поселенцев правильному и рациональному земледелию в условиях новой страны.
В 1934 году была построена водонапорная башня — символ Нагарии. Современный вид башня приобрела в 1936—1938 годах. На заре существования города башня служила опорным пунктом и форпостом, предупреждая о нападениях и защищая поселенцев от арабов. Сейчас в башне расположен центр культуры и искусства, музей искусства, мастерские скульпторов и художников, а вокруг башни разбит сквер.
Первыми поселенцами на землях Нагарии были две семьи беженцев из нацистской Германии — Хана и Вальтер Дойч (ивр. חנה, ולטר דויטש‎) и Рут и Яков Паукер (ивр. רות, יעקב פאוקר‎). Они прибыли на место 10 февраля 1935 года, и этот день считается днём основания города Нагарии. В зданиях, в которых эти семьи должны были проживать, ещё не было даже потолка.
Модель Сускина была абсолютно нереальной из-за вложенного в неё невероятного оптимизма в прогнозе заселения земли и захвата экспортного рынка. Выращенные арабами овощи обходились дешевле, а стремительно развивавшийся из-за пятой алии рынок требовал дешёвых, а не высококачественных овощей. Второй удар пришёл со стороны рынка фруктов: фруктовые деревья хорошо росли в прохладных и влажных районах Галилеи, а не на побережье. Куры часто болели, не откладывали яйца, а из отложенных яиц не вылуплялись птенцы. Однако поселенцы добились значительного прогресса в выращивании клубники, артишоков, спаржи и т. д. Перец, выращенный в Нагарии, сумел прорваться на внешний рынок и занимает долю экспорта и по сей день.
Тем не менее, постепенно жители Нагарии оставили сельское хозяйство и начали заниматься строительством и содержанием домов отдыха, санаториев и пансионатов. Первыми клиентами этих пансионатов были английские должностные лица, правившие подмандатной Палестиной, которые были рады отдохнуть в мягком климате севера Израиля и тёплом Средиземном море. Первый пансионат был открыт госпожой Тути Леви (ивр. טוטי לוי‎) в 1936 году. Гретель Меир (ивр. גרטל מאייר‎) открыла широко известный пансионат в 1940-м; постояльцы жили в курятнике, а завтрак подавался под открытым небом. В 1940-м семья Оппенхаймера (ивр. אופנהיימר‎) открыла кафе «Пингвин». Многие жители Нагарии на лето переезжали в курятники и подсобные помещения, сдавая освободившийся дом внаём. Количество мест для туристов в Нагарии выросло со 100 в 1938 году до 20 000 в 1947.
Одним из следствий отказа от сельского хозяйства было развитие лёгкой и пищевой промышленности. Так появились сыродельни и заводы по производству мороженого семьи Штраус, чья продукция экспортируется сейчас во множество стран мира, в том числе и в Россию. Широко известный в Израиле мясокомбинат «Зогловек» был основан в Нагарии семьёй Зогловек-Квилецки (ивр. זוגלובק-קבילצקי‎) в 1937 году под названием «Нагарийские колбасы».
Во время нелегальной иммиграции в Палестину в район Нагарии прибыло от 10 до 12 кораблей с нелегалами; первый из них — в 1939 году.
Нагария участвовала в основании новых еврейских поселений на западе Галилеи — Эврон (1936), Швей Цион, Ханита, Мацува, Аялон (1938). Жители Нагарии помогали в строительстве этих новых поселений и в организации их безопасности.
В 1941 году Нагария получила статус местного совета.

### Период Войны за независимость
По резолюции ООН № 181, вся западная Галилея вплоть до побережья отходила арабскому государству. Жители Нагарии и окрестных поселений, в подавляющем большинстве своём евреи, были потрясены этим фактом. Нагария попала в блокаду до дня провозглашения независимости Государства Израиль, (14 мая 1948); продукты в осаждённый город поставлялись из Хайфы морем. 14 мая 1948 года в Нагарию пробилась колонна из примерно 25 грузовиков в сопровождении броневика, и блокада была снята. Операция по освобождению Нагарии и прилежащих к ней районов называлась «Операция Бен Ами».
Статус города был получен Нагарией в 1961 году.
Историю города можно изучить в подробностях в городском историческом музее «Бейт Либерман».

## Население
По данным Центрального статистического бюро Израиля, население на начало 2020 года составляло 58 096 человек.
В 1990-х годах население города выросло на 7000 человек за счёт репатриантов из бывшего СССР. В городе есть центр абсорбции, помогающий новым репатриантам обосноваться в израильском обществе. В последние годы город активно стимулировал репатриацию, работая в странах исхода. По данным исследования министерства алии и интеграции, приток новых репатриантов в город в 2017 году был вчетверо выше, чем в среднем по русскоязычной общине Израиля. Число русскоязычных жителей составляет около 20 %.
Все дома, построенные начиная с середины 1990-х годов, оборудованы комнатами безопасности (и жильё в них попадает в более дорогую ценовую категорию).

## Образование
К началу 2017 г. в городе было почти 29 % детей и молодежи до 19 лет. Согласно сайту муниципалитета, в Нагарии 84 дошкольных детских учреждений. В городе 11 начальных школ (1-6 классы), из которых 3 религиозных, две средних и две старших (одна из них совмещает среднюю и старшую). Есть две специализированные школы для детей с особенностями развития, одна из которых находится при больнице. Строятся новые классы.
К началу 2017 г. в городе учились 8501 школьников, среднее число учащихся в классе — 26. Образовательный индекс Мадлен (результаты экзаменов по основным предметам в сравнении со средним по стране) в 2016 году составил — 43 % (ниже среднего).
Все дошкольные и учебные заведения оборудованы кондиционерами. Городская система образования полностью компьютеризирована. Школы имеют спортивные площадки, работают группы продленого дня и многочисленные кружки. В городе работают также культурный центр «Медиатек», клубы, детский и взрослый театры, танцевальные ансамбли, молодёжный клуб мин. алии «Мехубарим» и ряд других студий и кружков, в том числе ориентированных на русскоязычных детей.

## Промышленность и экология
В Нагарии расположены:

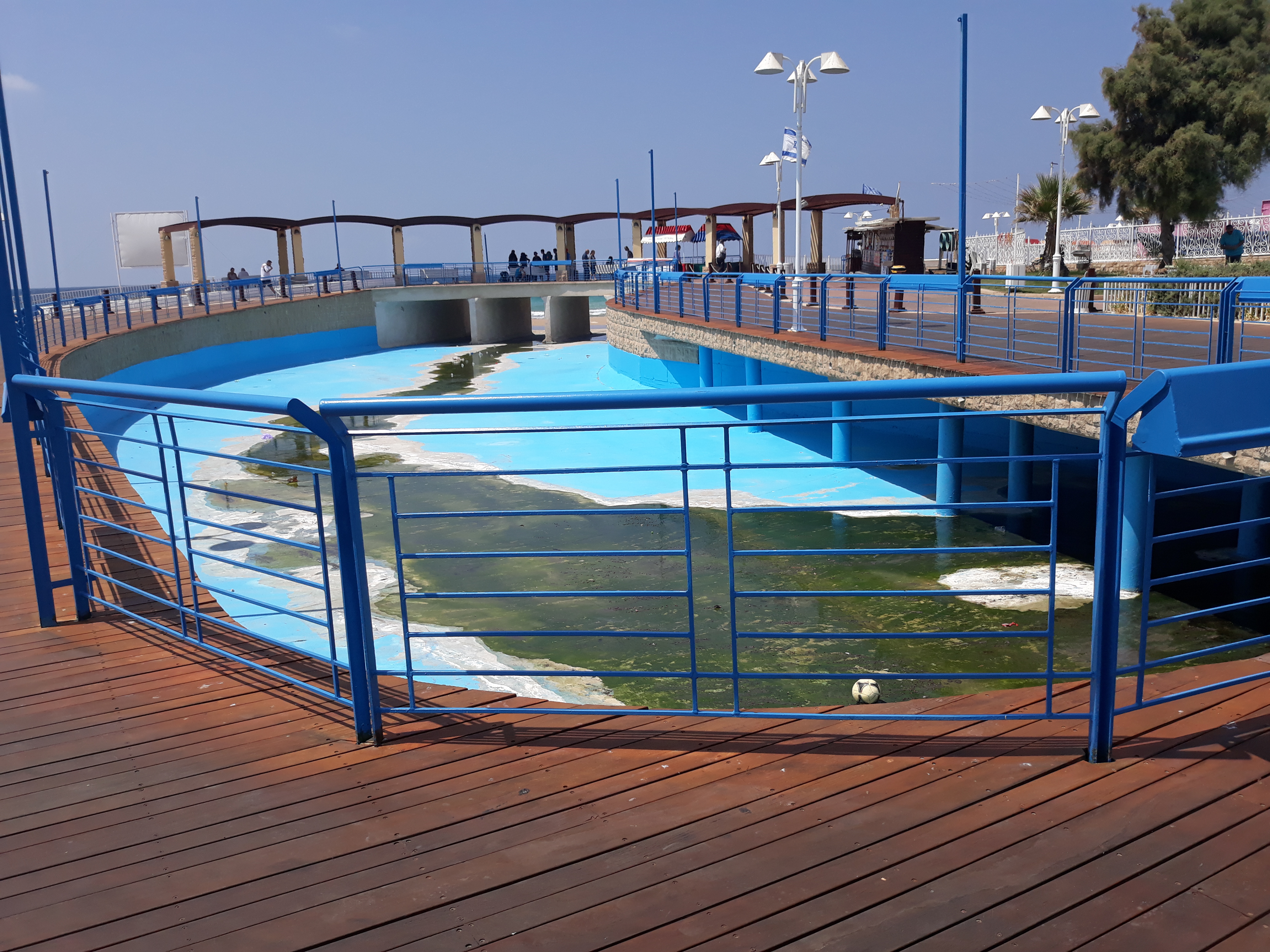
Место впадения реки Гаатон в Средиземное море

- Фабрика мясных продуктов «Зогловек»
- Завод «Эгмо Варгус» (детали для пищевой промышленности, металлорежущие инструменты).
- Завод «Искар» (высокоточные инструменты).
- Много рабочих мест дает расположенный в Нагарии медицинский центр Северной Галилеи.

Значительная часть населения работает вне города. В окрестностях Нагарии есть ряд промзон, где работают предприятия разного профиля (практически все предприятия обеспечивают подвозки для работников).
Ранее на севере города работал асбестовый завод Эйтанит (закрыт в 1997 году). Результатом стало загрязнение территории асбестом. В 2011 году Министерство охраны окружающей среды начало первый этап проекта по очистке от асбестовых отходов, который был завершен в марте 2017 года. В рамках проекта были удалены 150 тыс. кубометров почвы в местах загрязнения и произведены другие работы для восстановления экологии. Среднемесячная заработная плата работника в течение 2019 года составила 9208 шекелей (в среднем по стране: 9745 шекелей)

## Транспорт
Шоссе № 4, соединяющее Нагарию с центром страны, проходит через город с юга на север. Внутригородское сообщение в Нагарии осуществляется автобусами, маршрутными такси и такси. Междугороднее — поезд (конечная станции железной дороги, которая когда-то продолжалась на север через Бейрут в Европу), автобусы и маршрутные такси. Плотность пассажиропотока из Нагарии — до 68 отправлений поездов в сутки, которыми осуществляется сообщение с другими городами до Тель-Авива, Иерусалима (с пересадкой в Герцлии или Тель-Авиве), аэропорта имени Бен-Гуриона и Беэр-Шевы включительно. Ранее со станции отправлялись и ночные поезда, но с началом пандемии коронавируса их отменили. После снятия коронавирусных ограничений движение ночных поездов не было восстановлено из-за проведения по ночам работ по электрификации железнодорожной сети.

## Курорт
В городе два небольших пляжа, предназначенных для купания. Рядом с пляжем расположен кантри-клаб, имеющий бассейн, сауну и тренажёрный зал. В последние годы[когда?] были построен променад вдоль берега моря и приморский парк. В городе имеются гостиницы «Карлтон» и «Парк Плаза». После израильско-ливанского конфликта 2006 г. туристическая отрасль города так и не восстановилась.

## Образ в искусстве
Городу Нагарии посвящен поэтический цикл российского поэта Антона Нечаева «Наарийские фонари»
Главный герой фильма «Путешествие Игоря и журавлей» режиссёра Евгения Румана репатриируется в Нагарию, где происходит финальная часть фильма.